# Zmarli we wrześniu 2011

## Wrzesień 2011
- 30 września
  - Anwar al-Awlaki, lider Al-Kaidy na Półwyspie Arabskim[1]
  - Alexander Grant, brytyjski tancerz i były dyrektor artystyczny Baletu Narodowego w Toronto[2]
  - Clifford Olson, kanadyjski seryjny morderca i gwałciciel[3]
  - Ralph Steinman, kanadyjski immunolog, laureat Nagrody Nobla[4]
  - Michał Szopski, śpiewak operowy[5]
- 29 września
  - František Boháč, słowacki piłkarz ręczny[6]
  - Hella Haasse, holenderska pisarka[7]
  - Philip Hannan, amerykański duchowny katolicki, arcybiskup Nowego Orleanu[8]
  - Stanisław Kluz, polski ksiądz katolicki, duszpasterz akademicki w Wiedniu[9]
  - Tatiana Lioznowa, rosyjska reżyserka filmowa[10]
  - Sylvia Robinson, amerykańska piosenkarka i producent nagrań[11]
- 27 września
  - David Croft, brytyjski reżyser, scenarzysta, producent telewizyjny[12]
  - Ida Fink, izraelska pisarka[13]
  - Wilson Greatbatch, amerykański inżynier, wynalazca[14]
  - Imre Makovecz, węgierski architekt[15]
  - Jesus Maria Pereda, hiszpański piłkarz[16]
  - Leon Wallerand, polski trener piłki ręcznej[17]
- 25 września
  - Theyab Awana, emiracki piłkarz[18]
  - Wangari Maathai, kenijska działaczka ekologiczna, laureatka Pokojowej Nagrody Nobla w roku 2004[19]
- 24 września
  - Max H. Larson, amerykański działacz religijny prezes Strażnicy – Towarzystwa Biblijnego i Traktatowego[20]
  - Kostiantyn Łerner, ukraiński szachista, arcymistrz[21]
- 22 września
  - Margaret Ogola, kenijska lekarka, pediatra, pisarka[22]
  - Aristides Pereira, polityk Republiki Zielonego Przylądka, prezydent Republiki Zielonego Przylądka w latach 1975-1991[23]
  - Vesta Williams, amerykańska piosenkarka[24]
- 21 września
  - Antoni Dancewicz, polski chemik[25], prof. dr hab.[26]
  - Krzysztof Pośpiech, polski dyrygent, chórmistrz, pedagog[27]
- 20 września
  - Annika Idström, fińska pisarka[28]
  - Burhanuddin Rabbani, afgański polityk, prezydent Afganistanu w latach 1992–1996[29]
  - Per Unckel, szwedzki polityk, Sekretarz Generalny Rady Państw Nordyckich[30]
- 19 września
  - George Cadle Price, belizeński polityk, premier Belize w latach 1981–1984 oraz 1989–1993[31]
- 18 września
  - Kurt Sanderling, niemiecki dyrygent[32]
  - Antoni Stachurski, polski biolog, prof. dr hab.[33]
- 17 września
  - Magda Teresa Wójcik, polska aktorka[34]
  - Tomasz Zygadło, polski reżyser filmowy[35]
- 16 września
  - Kara Kennedy, amerykańska producentka telewizyjna, córka Edwarda Kennedy’ego[36]
  - Maria Sawicka, polska adwokat, działaczka społeczna[37]
- 15 września
  - Zdzisław Barczewski, polski działacz państwowy, wojewoda legnicki (1980–1983)[38]
  - Frances Bay, amerykańska aktorka[39]
  - Clemente Faccani, watykański dyplomata[40]
  - Georges Fillioud, francuski polityk, deputowany, minister[41]
  - Nikodem (Rusnak), ukraiński metropolita charkowski i bohoduchowski Ukraińskiego Kościoła Prawosławnego Patriarchatu Moskiewskiego[42]
  - Otakar Vavra, czeski reżyser filmowy[43]
- 14 września
  - Jerzy Jurek, polski instrumentalista, prof. dr hab.[44]
  - Rudolf Mößbauer, niemiecki fizyk, laureat Nagrody Nobla[45]
  - Regina Smendzianka, polska pianistka[46]
- 13 września
  - Walter Bonatti, włoski wspinacz[47]
  - Richard Hamilton, brytyjski malarz[48]
  - DJ Mehdi, francuski didżej, producent muzyczny[49]
  - Anna Płoszaj-Dejmek, polska artystka muzyk, wdowa po Kazimierzu[50][51],
- 12 września
  - Aleksandr Galimow, rosyjski hokeista[52]
- 11 września
  - Christian Bakkerud, duński kierowca wyścigowy[53]
  - Andy Whitfield, brytyjski aktor[54]
- 10 września
  - Cliff Robertson, amerykański aktor[55]
- 9 września
  - Marian Szymański, polski geodeta, były przewodniczący Stowarzyszenia Geodetów Polskich[56]
  - Mieczysław Turyn, polski inżynier budownictwa i oficer, działacz państwowy, wiceminister komunikacji (1965–1969)[57]
- 8 września
  - Emilian (Zacharopulos), turecki duchowny prawosławny, metropolita Belgii, Holandii i Luksemburga (1969–1982) oraz Kos (1983–2009)[58]
- 7 września
  - Võ Chí Công, wietnamski polityk, prezydent Wietnamu w latach 1987–1992[59]
  - Albert Demuyter, belgijski polityk i samorządowiec, minister ds. Regionu Stołecznego Brukseli i klasy średniej (1981–1983)[60]
  - Witold Kania, polski prawnik i samorządowiec, burmistrz Pińczowa (1992–1998)[61]
  - ofiary katastrofy samolotu Jak-42D w Jarosławiu w Rosji[62]:
    - Witalij Anikiejenko, rosyjski hokeista
    - Siarhiej Astapczuk, białoruski hokeista
    - Michaił Bałandin, rosyjski hokeista
    - Giennadij Czuriłow, rosyjski hokeista
    - Pavol Demitra, słowacki hokeista
    - Robert Dietrich, niemiecki hokeista
    - Artiom Jarczuk, rosyjski hokeista
    - Aleksandr Kalanin, rosyjski hokeista
    - Aleksandr Karpowcew, rosyjski hokeista, trener
    - Andriej Kiriuchin, rosyjski hokeista
    - Nikita Klukin, rosyjski hokeista
    - Igor Korolow, rosyjski hokeista, trener
    - Stefan Liv, szwedzki hokeista, polskiego pochodzenia
    - Jan Marek, czeski hokeista
    - Brad McCrimmon, kanadyjski hokeista, trener
    - Karel Rachůnek, czeski hokeista
    - Rusłan Salej, białoruski hokeista
    - Kārlis Skrastiņš, łotewski hokeista
    - Pawieł Snurnicyn, rosyjski hokeista
    - Daniił Sobczenko, rosyjski hokeista
    - Maksim Szuwałow, rosyjski hokeista
    - Iwan Tkaczenko, rosyjski hokeista
    - Pawieł Trachanow, rosyjski hokeista
    - Josef Vašíček, czeski hokeista
    - Jurij Uryczew, rosyjski hokeista
    - Aleksandr Wasiunow, rosyjski hokeista
    - Aleksandr Wjuchin, ukraiński hokeista
- 6 września
  - Michael Hart, amerykański pisarz[63]
  - Janusz Morgenstern, polski reżyser filmowy[64]
  - Damian Szojda, polski duchowny katolicki, franciszkanin, biblista[65]
- 5 września
  - Charles Dubin, amerykański reżyser filmowy[66]
  - Irena Frąckowiak, polska dziennikarka[67]
  - Salvatore Licitra, włoski śpiewak operowy (tenor)[68]
- 4 września
  - Zdzisław Drozd, polski naukowiec, prof. nzw. PW, specjalista w zakresie technologii wyrobów precyzyjnych i elektronicznych[69]
  - Bill Kunkel, amerykański dziennikarz[70]
  - Kazimierz Herud, polski duchowny katolicki, najstarszy polski ksiądz[71]
- 3 września
  - Andrzej Maria Deskur, polski duchowny katolicki, kardynał, przyjaciel Jana Pawła II[72]
  - Finn Helgesen, norweski łyżwiarz szybki[73]
  - Sandor Kepiro, węgierski zbrodniarz wojenny[74]
- 2 września
  - Felipe Camiroaga, chilijski prezenter telewizyjny, aktor[75]